# Piódão

Lage der Gemeinde Piódão im Kreis Arganil

Piódão ist eine Gemeinde (Freguesia) im portugiesischen Kreis Arganil. In ihr leben 120 Einwohner (Stand 19. April 2021). Sie ist für ihre Schieferarchitektur überregional bekannt, und gehört zu den zwölf historischen Dörfern, den Aldeias Históricas.

## Geografie
Piódão liegt im äußersten Osten des Distriktes Coimbra, 29 km von der Kreisstadt Arganil entfernt. Das Dorf liegt an einer Erhebung der Serra do Açor, einem Ausläufer des Iberischen Scheidegebirges.

## Geschichte
Erstmals offiziell erwähnt wird der Ort in einer für König D. João III erstellten Erhebung aus dem Jahr 1527, als Casal do Piodão mit nur zwei hier lebenden Familien, und zugehörig zur Villa da Voo (Avô). Die unzugängliche Abgeschiedenheit des Ortes zog häufig Justizflüchtlinge an, etwa Diogo Lopes Pacheco, einem der mutmaßlichen Mörder von Inês de Castro (1320–1355), oder den aufständischen Offizier José do Telhado (1818–1875).
Seit 1676 ist Piodão eine eigenständige Gemeinde. Nach Auflösung des Kreises (Concelho) von Avô 1855 kam die Gemeinde zum Kreis von Arganil. Etwa zeitgleich endete die weitgehende Isolierung von Piodão, nachdem die königliche Straße von Covilhã nach Coimbra gebaut wurde. 1906 wurde die Seminarvorschule von Piódão geschlossen und der Ort fiel erneut in Stagnation, die der 1886 hier angekommene Pater Manuel Fernandes Nogueira mit zahlreichen Initiativen anging, etwa durch Innovationen im Gemüseanbau und der Renovierung der von Verfall bedrohten Hauptkirche. Erst 1972, mit dem Anschluss an die heutige Kreisstraße, und der Ankunft von elektrischem Strom, Radio und Fernsehen im Jahr 1976 setzte eine weitere Öffnung und Entwicklung des Ortes ein.
Seit 1978 steht der historisch gewachsene Kern des Dorfes Piódão unter Denkmalschutz.

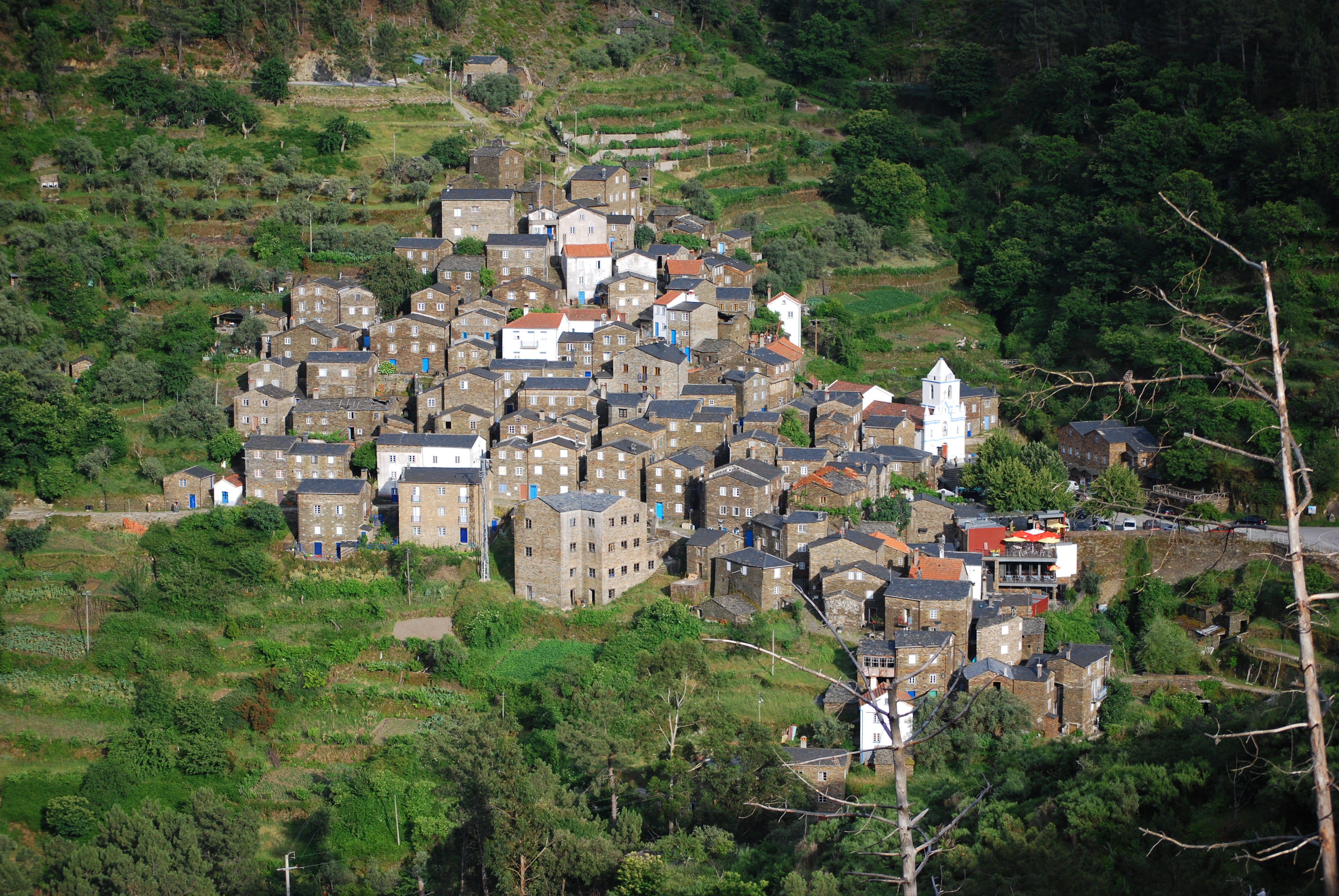
Luftansicht von Piódão

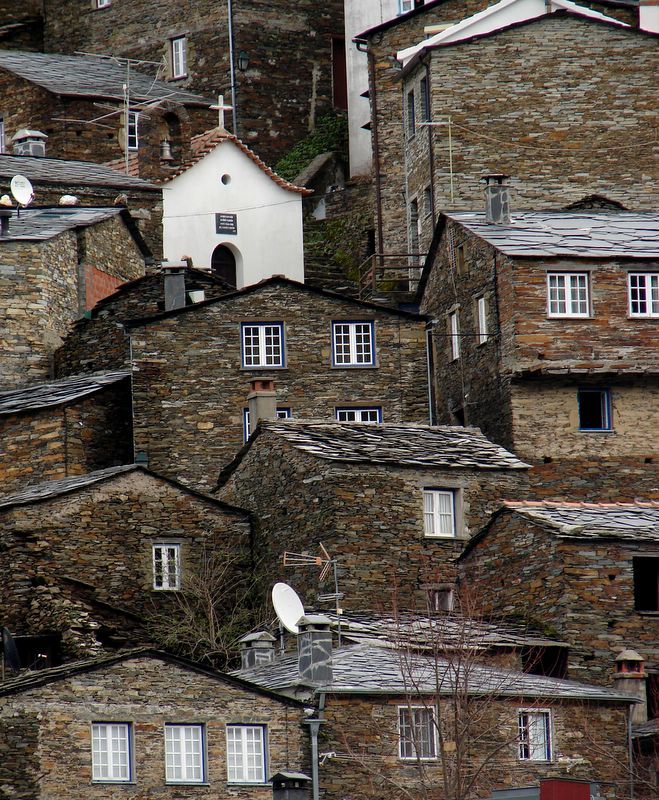
Teilansicht des Dorfes Piódão
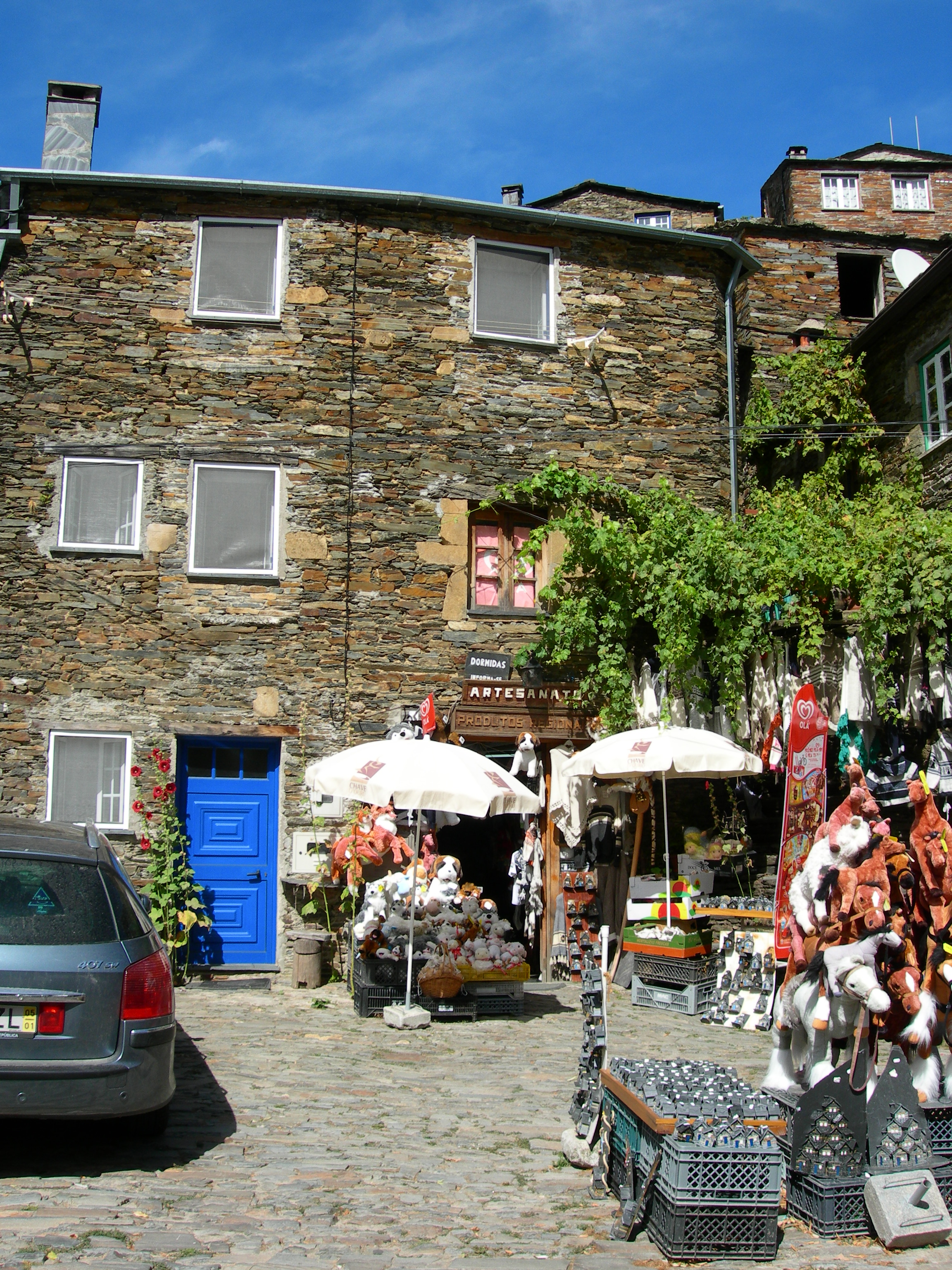
Kunsthandwerksladen in Piodão
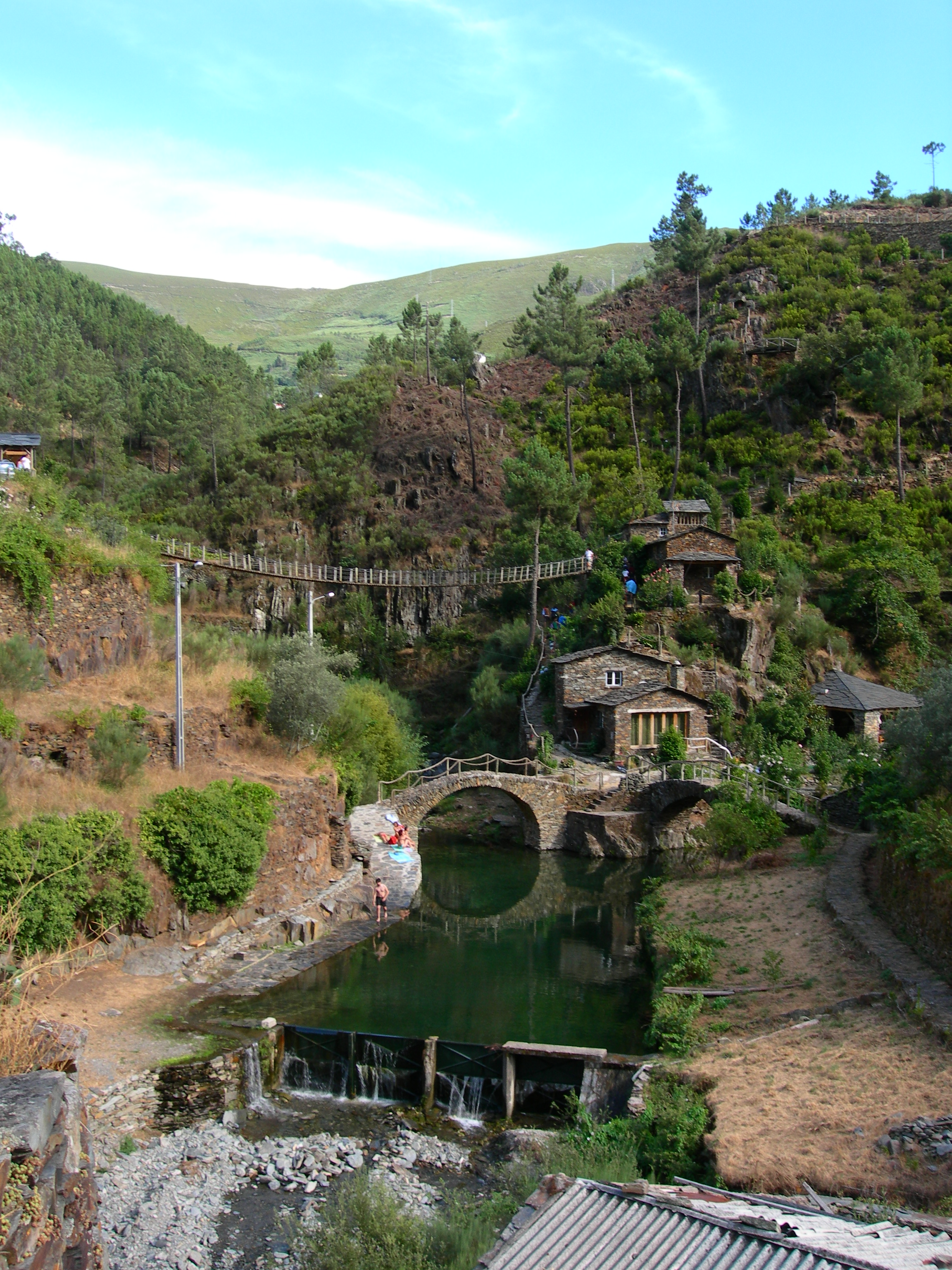
Flussbad in Piodão

## Kultur, Sport und Sehenswürdigkeiten

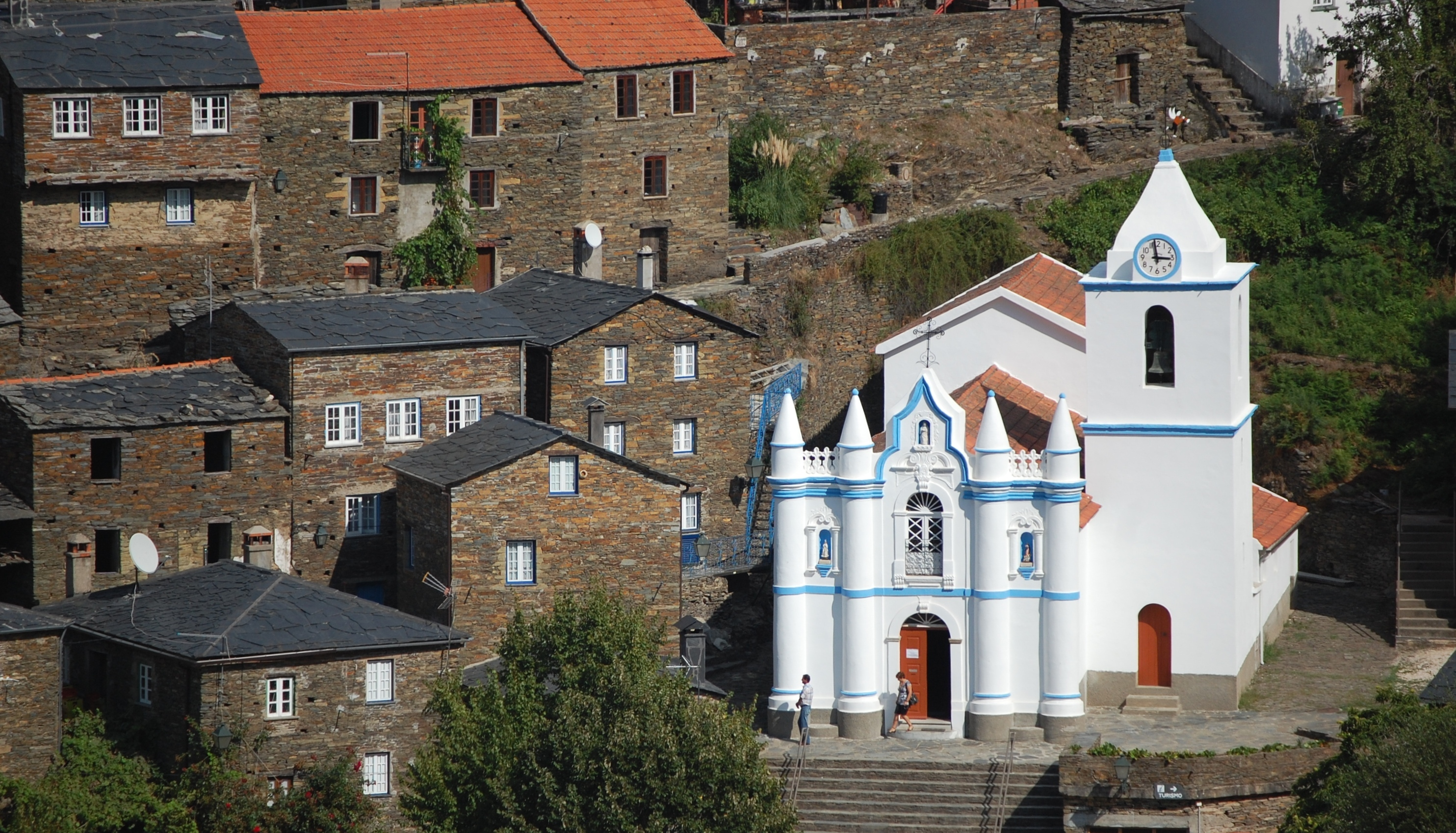
Die Hauptkirche von Piodão

Das Stadtmuseum Núcleo Museológico do Piódão beschäftigt sich mit der Geschichte des Ortes. Am unterhalb des Dorfes verlaufenden Fluss ist eines von neun Flussbädern der Gemeinde eingerichtet, dazu liegen sechs natürliche Schwimmbecken in der Gemeinde.
Die Hauptkirche (Igreja Matriz) des Ortes stammt aus dem 17. Jahrhundert und ist nach Vorbild der Hauptkirchen im Alentejo, insbesondere der von Mértola, im Mudéjarstil erbaut. Durch ihr weißes, blau abgesetztes Äußeres sticht die Kirche aus den umliegenden dunklen Schieferbauten zusätzlich heraus. Sie wurde im 19. Jahrhundert renoviert und steht heute unter Denkmalschutz.
Das vom Europarat anerkannte biogenetische Reservat des Waldgebietes Mata da Magaraça ist 50 Hektar groß und bietet neben seinem Baumbestand (Ulmen, portugiesische Eichen, Kastanien, Portugiesischer Kirschlorbeer) den Wasserfall Fraga da Pena und alte Mühlen.
Verschiedene Wanderwege durchziehen die Gemeinde, darunter der ausgeschilderte, 4 km lange percurso pedestre (dt.: Fußweg) von Piódão bis Foz d’Égua, und der 10 km lange Caminho de Xisto de Benfeita (dt.: Schieferweg von Benfeita), der als PR1/AGN (Pequena Rota 1 / Arganil, dt.: Kleine Runde 1, Arganil) gekennzeichnet ist.
Die Entdeckung der nahe gelegenen bronzezeitlichen Felsritzungen, (Spiralen) und Wagenspuren in Chãs de Égua hat den Freizeitwert der Region erhöht.

## Verwaltung

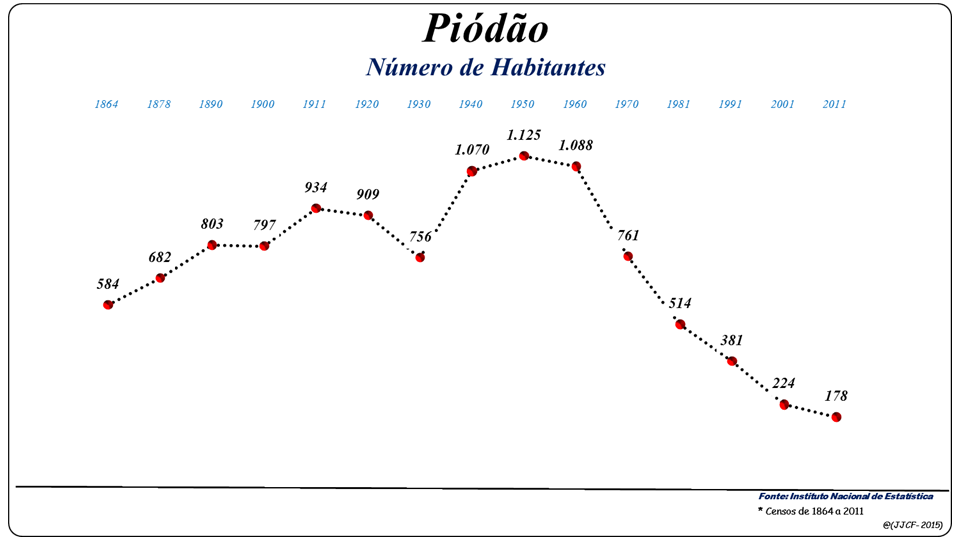
Bevölkerungsentwicklung der Gemeinde Piódão (1864–2011)

Piódão ist Sitz einer gleichnamigen Gemeinde (Freguesia) im Kreis (Concelho) von Arganil im Distrikt Coimbra. In der Gemeinde leben 120 Einwohner auf einer Fläche von 37 km² (Stand 19. April 2021).
In der Gemeinde liegen die Ortschaften
- Barreiros
- Casal Cimeiro
- Casal Fundeiro
- Chãs d’Égua
- Covita
- Eira Boiça
- Fórnea
- Foz d’Égua
- Malhada Chã
- Moinhos
- Piódão
- Tojo
- Torno

## Wirtschaft
Im bewaldeten Açor-Gebirge gelegen, wird im Gemeindegebiet Forstwirtschaft und Holzverarbeitung betrieben. Neben regionalen Arten der Kastanien und Kiefern sind auch Olivenbäume von Bedeutung. Auch die Landwirtschaft (Mais, Kartoffeln, Bohnen, Wein) ist weiter von Bedeutung. Die als strukturschwach geltende Gemeinde ist von Landflucht gekennzeichnet. Insbesondere seit den 1960er Jahren sind zahlreiche Bewohner ausgewandert, um als Gastarbeiter insbesondere in Frankreich Anstellungen zu finden.
Der Fremdenverkehr hat einen hohen Stellenwert, insbesondere für den überregional beworbenen Ort Piódão, etwa in gastronomischen Betrieben oder solchen des Handels und des Kunsthandwerks. So unterhält die Inatel hier Einrichtungen. Piódão ist Teil der Aldeias Históricas, einer Reihe von besonders gut erhaltenen, historisch gewachsenen Dörfern, die staatlicherseits besonders geschützt und gefördert werden. Ebenso ist es Teil der unter dem Namen Rota das Aldeias do Xisto (dt.: Route der Schieferdörfer) zusammengefassten Wanderwege, die die traditionellen Schieferdörfer (Aldeias do Xisto) verbinden.
In der Nähe befindet sich seit 2004 der Windpark Parque eólico do Açor, einem Projekt des EDP-Tochterunternehmens für erneuerbare Energien, der Enernova. Nach anfänglichen 2 MW soll der Windpark nach Abschluss aller Ausbauphasen eine Leistung von 40 MW erreichen.